# Potentilla bactriana
Potentilla bactriana är en rosväxtart som beskrevs av J. Soják. Potentilla bactriana ingår i Fingerörtssläktet som ingår i familjen rosväxter. Utöver nominatformen finns också underarten P. b. bamianica.